# Przemysł Ottokar I
Przemysł Ottokar I (czes. Přemysl Otakar I.; ur. ok. 1155, zm. 15 grudnia 1230 w Pradze) – książę Czech w latach 1192–1193 i 1197–1198, król w latach 1198–1230 z dynastii Przemyślidów. Syn króla Czech Władysława II Przemyślidy i Judyty, córki landgrafa Turyngii Ludwika I.
15 sierpnia 1198 otrzymał od króla niemieckiego Ottona IV Welfa koronę królewską (koronowany w 1203 przez legata papieskiego, potwierdzenie koronacji przez papieża w 1204). 26 września 1212 z rąk cesarza Fryderyka II otrzymał w Bazylei Złotą Bullę Sycylijską, potwierdzającą dziedziczność korony czeskiej. W 1216 wyznaczył na swego następcę syna Wacława. W latach 1217 – 1222 prowadził z biskupem praskim Andrzejem spór o inwestyturę.

## Małżeństwa i dzieci
W 1178 Przemysł Ottokar I ożenił się z Adelajdą Miśnieńską (zm. 2 lutego 1211 r), córką Ottona Bogatego. W 1198 r. nastąpił rozwód. Przemysł Ottokar I ożenił się wówczas z Konstancją węgierską. W 1205 r. Adelajda wróciła do Pragi, ale już w następnym roku kuria rzymska zatwierdziła rozwód. Z małżeństwa pochodziło czworo dzieci:
- Wratysław (ur. przed 1181 r., zm. po 25 stycznia 1231 r.)
- Małgorzata Dagmara (ur. ok. 1186 r., zm. 24 maja 1213 r.), żona króla Danii Waldemara II Zwycięskiego,
- Bożysława, żona Henryka I z Ortenburga
- Jadwiga

W 1198 r. Przemysł Ottokar I ożenił się z Konstancją węgierską. Z tego związku urodziło się czterech synów i pięć córek:
- Wratysław, ur. ok. 1200 r., książę czeski, zm. w młodości.
- Judyta, ur. ok. 1200 r., księżniczka czeska, zm. 2 czerwca 1230, wydana za księcia Karyntii Bernarda Spanheima
- Anna, ur. w 1204 r., księżna czeska, regentka, wydana za Henryka II Pobożnego, zm. 23 czerwca 1265 r.
- Agnieszka, ur. w 1204 r., księżniczka czeska, zm. w dzieciństwie
- Wacław I, ur. w 1205 r., król Czech od 1248 r., zm. w 1253 r.
- Władysław, ur. w 1207 r., margrabia morawski, zm. w 1227 r.
- Przemysł, ur. w 1209 r., margrabia morawski, zm. w 1239 r.
- Wilhelmina Blažena, ur. 1210 r., księżniczka czeska, zm. w 1281 r.
- Agnieszka, ur. w 1211 r., księżniczka czeska, ksieni klarysek w Pradze, zm. w 1282 r.